# Berry (Alabama)
Berry város az USA Alabama államában, Fayette megyében. Lakosainak száma 1216 fő (2020. április 1.).

## Népesség
A település népességének változása:
| Lakosok száma | 1189 | 1148 | 1216 |
|               | 2007 | 2010 | 2020 |